# Serica nipponica
Serica nipponica är en skalbaggsart som beskrevs av Shuhei Nomura 1959. Serica nipponica ingår i släktet Serica och familjen Melolonthidae. Inga underarter finns listade i Catalogue of Life.